# Gmina związkowa Untermosel
Gmina związkowa Untermosel (niem. Verbandsgemeinde Untermosel) – dawna gmina związkowa w Niemczech, w kraju związkowym Nadrenia-Palatynat, w powiecie Mayen-Koblenz. Siedziba gminy związkowej znajdowała się w miejscowości Kobern-Gondorf. 1 lipca 2014 gmina związkowa została połączona z gminą związkową Rhens tworząc nową gminę związkową Rhein-Mosel.

## Podział administracyjny
Gmina związkowa zrzeszała 14 gmin wiejskich:
1. Alken
2. Brodenbach
3. Burgen
4. Dieblich
5. Hatzenport
6. Kobern-Gondorf
7. Lehmen
8. Löf
9. Macken
10. Niederfell
11. Nörtershausen
12. Oberfell
13. Winningen
14. Wolken